# Engranaje sol y planeta

Animación de un engranaje sol y planeta (relación entre engranajes 1:1)

El engranaje sol y planeta es un método para convertir un movimiento alternativo en un movimiento rotativo, utilizado en las primeras máquinas de vapor de balancín. 
Fue inventado por el ingeniero escocés William Murdoch, un empleado de Boulton y Watt, siendo patentado por James Watt en octubre de 1781. Se ideó para evitar la patente de la manivela, que ya tenía James Pickard. Por este motivo, jugó un papel importante en el desarrollo de dispositivos rotativos al comienzo de la Revolución Industrial. 

## Funcionamiento

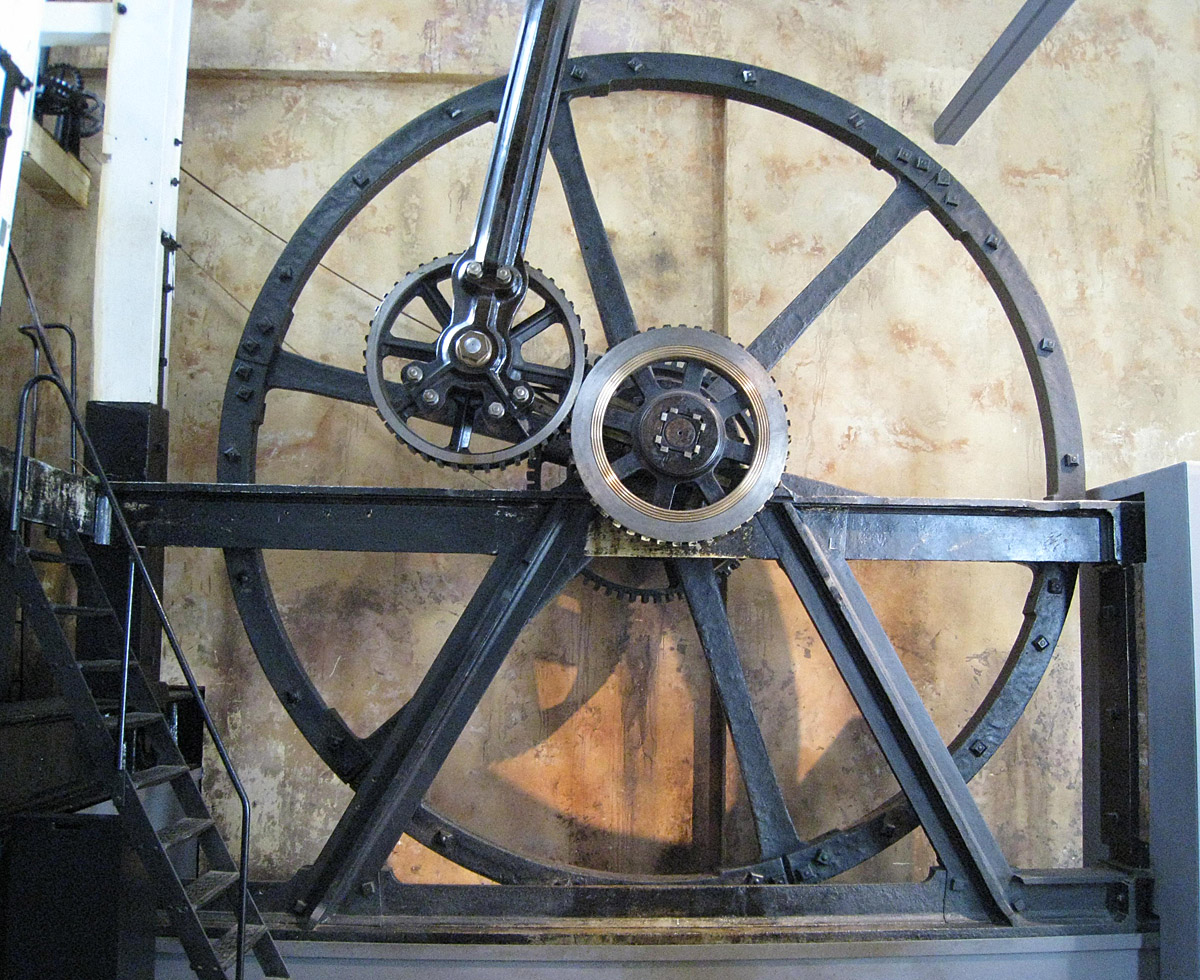
Motor Whitbread de 1785

Animación de un engranaje Sol & Planeta usando las piezas de un Meccano. Obsérvese que el sol y el volante giran dos veces por cada rotación del planeta cuando tienen una proporción de dientes de 1:1

Animación

El engranaje sol y planeta permitió convertir el movimiento vertical del extremo de un balancín impulsado por una máquina de vapor, en un movimiento circular utilizando un 'planeta', una rueda dentada fija en el extremo de la biela (conectada al balancín) del motor. Con el movimiento del balancín, el 'planeta' da vueltas alrededor del 'sol' (un segundo engranaje giratorio, fijado al eje de rotación), generando así un movimiento giratorio. Una característica interesante de esta disposición, cuando se compara con la de una manivela simple, es que cuando el 'sol' y el 'planeta' tienen la misma cantidad de dientes, el eje de rotación fijo completa dos revoluciones por cada ciclo del cilindro, en lugar de una como cuando se usa una manivela. El engranaje 'planeta' está fijado al extremo de la biela, y por lo tanto, no gira alrededor de su propio eje. 
Debe tenerse en cuenta que el eje del engranaje 'planeta' está ligado al eje del engranaje 'sol' por una barra biarticulada  que gira libremente alrededor del eje del engranaje 'sol' y mantiene permanentemente el engranaje 'planeta' en contacto con el engranaje 'sol', pero no contribuye al par motor. Este enlace parece, a primera vista, ser similar a una manivela, pero el accionamiento no se transmite a través de él. Por lo tanto, no contraviene la patente de la manivela.